# Созинов, Михаил Иванович
Михаил Иванович Созинов (7 ноября 1910, Коуровка, Екатеринбургский уезд, Пермская губерния — 10 апреля 1990, Свердловск) — советский футболист, футбольный и хоккейный тренер.

## Биография
С детства жил вместе с семьёй в Свердловске. В довоенные годы играл в футбол и русский хоккей в местных командах «Динамо» и «Локомотив». В «Локомотиве» работал тренером, в том числе возглавлял женскую команду, с которой в 1940 году стал серебряным призёром Кубка СССР по хоккею с мячом.
Участник Великой Отечественной войны. Командир батареи Смоленского артиллерийского училища, старший лейтенант, потом — капитан. Награждён медалями «За отвагу», «За боевые заслуги» (19.11.1951), «За победу над Германией в Великой Отечественной войне 1941—1945 гг.» (09.05.1945), и юбилейными.
В послевоенные годы работал тренером свердловской армейской команды ОДО. Футбольную команду ОДО возглавлял в 1946—1949 году. В сезоне 1946/47 также был главным тренером команды по канадскому хоккею, выступавшей в высшей лиге, по окончании сезона по инициативе тренера в ОДО отказались от занятий канадским хоккеем и перешли на русский хоккей. Затем тренер возглавлял команду ОДО по хоккею с мячом и был причастен к её первой победе в чемпионате страны.
В 1951 году уволен в запас из армии. В первой половине 1953 года возглавлял футбольную команду «Авангард» (Свердловск). Затем много лет работал инженером-строителем, в том числе в аэропорту «Кольцово», принимал участие в спортивной жизни Свердловска.
Скончался 10 апреля 1990 года. Похоронен на Лесном кладбище Екатеринбурга.